# 気体レーザー
気体レーザー（きたいレーザー、英語: Gas laser、ガスレーザー）とは、レーザー媒質が気体であるレーザーの総称。媒質気体によって、更に中性原子レーザー、イオンレーザー、分子レーザー、エキシマレーザー、金属蒸気レーザーなどに区分できる。

## 概要
レーザーの原理上、実用化されているものは混合気体が使用されていることが多い。
1000本以上の波長の発振線が知られている。
短波長での高出力動作、超短波長・遠赤外領域での発振に用いられることが多い。

## 特徴
単色性・指向性が固体レーザー等と比べて最も良い。
しきい値が低いため、励起エネルギー準位からの無輻射遷移が遅く、スペクトル幅が狭い。連続発振による出力が高く、瞬間出力は低い。大きなエネルギーをレーザー媒質に蓄えることができない。
発光中心の密度は基本的に小さい。例外はイオンレーザー。レーザーの発光中心が電荷をもっているため、外部磁場をかけて発光中心の密度を変化させることができる。
放電により電子励起することでレーザー発振させることが多い。

## 主な気体レーザー
- ヘリウムネオンレーザー
- アルゴンイオンレーザー
- 炭酸ガスレーザー
- 窒素レーザー